# Тиндонъя
Тиндонъя (яп. チンドン屋) — костюмированное музыкальное представление, зародившееся в Японии и ставившее перед собой целью рекламу всевозможных заведений: уличные музыканты, игравшие в основном на медных или деревянных духовых инструментах, выполняли таким образом роль «зазывал».
Со временем традиция тиндонъя была вытеснена более эффективными современными способами рекламы. Однако сам жанр не умер и живёт как отдельное музыкальное направление. Большой вклад в его развитие принадлежит японскому альт-саксофонисту Масами Синоде и его ансамблю Compostela.
Современное представление обычно разыгрывается так: играя музыку, впереди идёт «самурай» с гонгом на поясе, следом «гейша» с барабаном, а за ними кларнетист в пёстрой одежде. При этом музыкой тиндонъя не ограничиваются и могут исполнить, например, фокусы. При этом реклама того или иного заведения может быть навешена на костюмы самих музыкантов или носиться в виде плакатов ещё одним, четвёртым лицом.

## Коллективы тиндонъя
- Compostela («wadachi», 1997),
- Cicala-Mvta («Ching-Dong: The Return Of Japanese Street Music», 1998).